# Herbie Brock
Herbert „Herbie“ Clarke Brock (* 10. Oktober 1914 in Rochester (New York); † 22. April 2007 in Inverness, Florida) war ein US-amerikanischer Jazzmusiker (Piano, auch Tenorsaxophon, Komposition).

## Leben und Wirken
Herbie Brock war blind und stammte aus Rochester im Bundesstaat New York. Seine Eltern waren William und Esther Brock.
Brock war Pianist im Stil des Modern Jazz; er spielte einen vom Hardbop und Art Tatum beeinflussten Mainstream-Stil. Um 1942 hatte er erste Auftritte in seiner Heimatstadt, im House of Foran. 1955 nahm er für sein erstes Album im Onyx Club in Miami als Solist eine Reihe von Standards und populäre Nummern der Zeit auf, wie „Easy to Love“, „There’s a Small Hotel“, „Prelude to a Kiss“, „Born to be Blue“ und „Too Marvellous for Words“. Sie erschienen als Album Solo – At the Piano auf dem Label Savoy Records. Sein zweites Album Brock’s Tops, ebenfalls für Savoy, entstand Anfang 1956 im Trio mit Brooks Caperton (Bass) und Rick Hanson (Schlagzeug); es enthielt Titel wie „There Will Never Be Another You“, „Four Brothers“, „Sweet and Lovely“ und „Willow Weep for Me“. In den folgenden Jahren spielte Brock noch zwei Alben für kleinere Label ein, Herbie’s Room (Critera) und The Night and Herbie Brock/At the 700 Club (Art Records, 1966).
Brock starb 2007 im Alter von 92 Jahren in einem Pflegeheim in Inverness, Florida. Er hatte zuletzt in Lake Panasoffkee gelebt. Er hinterließ einen Sohn und zwei Töchter sowie seine Ehefrau Elizabeth.